# Romina Núñez
Romina Stefania Núñez (Tandil, 1º gennaio 1994) è una calciatrice argentina, centrocampista dell'UAI Urquiza e della nazionale femminile argentina.

## Palmarès

### Club
- Campionato argentino: 4

UAI Urquiza: Transición 2020, Clausura 2021, 2022, 2023
- Superfinal: 1

UAI Urquiza: 2021